# جام ای‌تی‌تی‌یو اروپا
جام اروپا ETTU سومین تورنمنت قاره‌ای مهم برای باشگاه‌ها در تنیس روی میز اروپا است، پس از لیگ قهرمانان اروپا و جام ETTU. اتحادیه تنیس روی میز اروپا (ETTU) این جام را از فصل 2021–22 برای تیم‌های مردان و زنان برگزار کرده است. فینال بزرگ جام اروپا ETTU برای فصل ۲۰۲۲–۲۰۲۳ در پیرهوس برگزار خواهد شد.

## نتایج

### رقابت‌های مردان
| فصل  | قهرمان                  | نایب قهرمان                          |
| ---- | ----------------------- | ------------------------------------ |
| ۲۰۲۲ | Tesla Batteries Havířov | Arteal                               |
| ۲۰۲۳ | المپیاکوس               | Global Pharma Orlicz 1924 Suchedniów |
| ۲۰۲۴ | پاناتینایکوس            | Arteal                               |

### رقابت‌های زنان
| فصل  | قهرمان         | نایب قهرمان                      |
| ---- | -------------- | -------------------------------- |
| ۲۰۲۲ | پاناتینایکوس   | Moravský Krumlov                 |
| ۲۰۲۳ | Joué-lès-Tours | SARISES Flórinas                 |
| ۲۰۲۴ | Dr. Časl       | Pongiste Lyssois Lille Métropole |